# Comodoro
Comodoro es la denominación de un mando de la armada (en ocasiones también de la fuerza aérea), de un cargo y de un mando en la marina mercante, o de un directivo de un club náutico.
En las armadas se usa la denominación Comodoro cuando, al comandante de un buque de guerra de cualquier graduación, se le asigna el mando de dos o más unidades por un período determinado. Durante este lapso se iza en el buque del comodoro la bandera correspondiente. También se usa el término Comodoro como el grado intermedio entre Capitán de Navío y Contraalmirante, equivale al grado de Brigadier en el Ejército y al de Comodoro en la Fuerza Aérea. En la Armada de Chile los comodoros pueden reemplazar a un almirante en el mando de una zona naval, fuerza de submarinos, aviación naval o capitanes de navío pueden ser ascendidos a este grado en circunstancias especiales.
También se usa de modo honorario hacia otro capitán ajeno a la línea de mando para evitar confusiones en el puente del navío, equivalente al grado de mayor en el ejército de tierra que también se usa con ese fin.

## Marina mercante
En las empresas de transporte marítimo, el comandante, con especial antigüedad y los requisitos particulares en cuanto a la experiencia de la navegación y de mando de buques en el mar.

## Marina deportiva o recreo
El comodoro es el título asignado en las sociedades y clubes náuticos privados al principal directivo encargado del ámbito deportivo del club. En los clubes británicos y norteamericanos el máximo y único responsable del ámbito deportivo es el presidente del club, por lo que este título lo ostenta el presidente. En España las sociedades y clubes náuticos tienen una actividad social tan importante, que el presidente delega el cargo de comodoro al miembro de junta directiva que realiza esa labor específicamente y que dirige a los capitanes de flota, jurados, entrenadores y coordinadores de secciones deportivas.

## La Compañía Naviera
Título honorífico de los capitanes de La Compañía.

## Fuerzas armadas
Se llama comodoro (del inglés commodore y este del francés commandeur, «comandante») al mando de la Armada que dirige más de tres barcos en los países nórdicos y Reino Unido. En otros países, se llama así al capitán de navío que es ascendido y también se llama comodoro a los capitanes de submarino en algunos países.

### Reino Unido
Es un oficial de la Marina Real que está por encima del capitán de navío y por debajo del contraalmirante. Su equivalente en España es el contraalmirante, y su código OTAN es OF-6.

### Chile
En Chile, se inviste como Comodoros a los capitanes de navío y Coroneles de Aviación que son designados para la dirección de alguna división importante de la Armada o Fuerza Aérea.
En la Armada, los Capitanes de Navío utilizarán el título o denominación de "Comodoro" cuando ejerzan en carácter de titular el mando de una Zona Naval, de la Fuerza de Submarinos, de la Aviación Naval, o de una Fuerza o Grupo de Tarea Independiente. Asimismo, utilizarán el título o denominación de "Comodoro" cuando el Comandante en Jefe de la Armada se los otorgue en razón de circunstancias especiales, que serán calificadas privativamente por este último, y siempre que concurra, a su respecto, los demás requisitos contemplados en la legislación vigente.
En la Fuerza Aérea, existió en sus inicios el grado de "Comodoro del Aire", que era equivalente a General de Brigada del Ejército, siendo derogado por la Ley 8.218 de 1945, que en su reemplazo estableció el grado de "General de Brigada Aérea". 
| Rango                | Ejército de Chile | Armada de Chile | Fuerza Aérea de Chile | Carabineros de Chile | Gendarmería de Chile |
| -------------------- | ----------------- | --------------- | --------------------- | -------------------- | -------------------- |
| Oficiales Superiores | Brigadier         | Comodoro        | Comodoro              | -                    | -                    |
|                      |                   |                 |                       |                      |                      |

### Argentina
En la Fuerza Aérea Argentina, existen los grados de vicecomodoro y comodoro. Son equivalentes a los grados de teniente coronel y coronel en el Ejército y de capitán de fragata y capitán de navío en la Armada. La Armada Argentina tiene también el grado de comodoro de marina. Es otorgado a aquellos capitanes de navío de mayor antigüedad, que estén al mando de una asignación de importancia o que habiendo sido promocionados para ascender a contraalmirante no pudieron hacerlo debido a que en sus momento no hubo vacantes disponibles para obtener dicho rango. Es decir, es el rango inmediato superior al de capitán de navío y el inmediato inferior al de contraalmirante.
El rango de comodoro de marina equivale al de coronel mayor en el Ejército Argentino y al de comodoro mayor en la Fuerza Aérea Argentina.

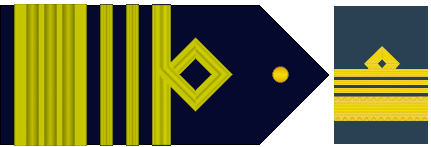
Insignia de vicecomodoro.
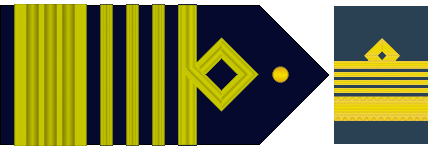
Insignia de comodoro.
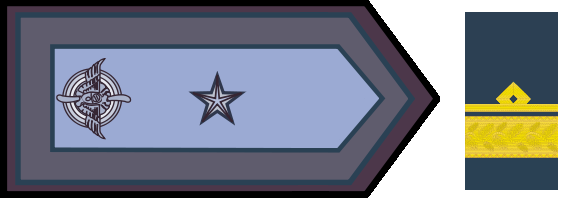
Insignia de comodoro mayor.